# Nílson Esídio Mora
Nílson Esídio Mora, detto Nílson (Santa Rita do Passa Quatro, 19 novembre 1965), è un ex calciatore brasiliano, di ruolo attaccante.

## Caratteristiche tecniche
Giocò come attaccante, e grazie alla capacità realizzativa ed anche alla sua stazza (188 cm) riuscì a diventare capocannoniere del II Copa União e del campionato peruviano di calcio 1998.

## Carriera

### Club
Iniziò la carriera da calciatore professionista nel Sertãozinho, club dell'interno dello stato di San Paolo, nel 1983. Si mise in evidenza con il XV de Jaú posizionandosi al terzo posto nella classifica cannonieri del Campionato Paulista 1988; sempre nello stesso anno giocò per l'Internacional con cui si classificò al secondo posto nel campionato nazionale e fu capocannoniere del torneo, segnando anche i due gol della rimonta nel cosiddetto Gre-nal do Século, semifinale del campionato tenutasi il 12 settembre 1989. Solamente tre mesi dopo, durante la semifinale della Coppa Libertadores 1989, sbagliò due rigori (uno nei tempi regolamentari e uno ai tiri di rigore) contro l'Olimpia di Asuncion, rendendosi così partecipe alla sconfitta della sua squadra per 5-3.
Ceduto in prestito al Celta de Vigo nel campionato spagnolo di calcio, giocò poco (anche a causa di un'intossicazione alimentare) e tornò a Porto Alegre, stavolta sponda Grêmio. Partecipò alla retrocessione del club in Série B avvenuta al termine del Campeonato Brasileiro Série A 1991.
Tornato nello Stato paulista nel 1992, Nílson si riprese giocando con la Portuguesa e con il Corinthians. Continuando a girare di squadra in squadra, giocò nelle rose di Flamengo, Fluminense, Vasco, Atlético-PR e Palmeiras, tornò in Spagna (Albacete e Real Valladolid), giocò in Messico e in Perù e si ritirò a 38 anni con il Nacional-SP.

### Nazionale
Tra il 1989 ed il 1991 ha giocato in totale 4 partite con la nazionale brasiliana.

## Palmarès

### Club

#### Competizioni nazionali
- Supercoppa del Brasile: 1

Grêmio: 1990

#### Competizioni statali
- Campionato Gaúcho: 1

Internacional: 1990

### Individuale
- Capocannoniere del campionato brasiliano: 1

1988 (15 gol)
- Capocannoniere del campionato peruviano: 1

1998 (25 gol)